# Rauvolfia volkensii
Rauvolfia volkensii là một loài thực vật có hoa trong họ La bố ma. Loài này được (K.Schum.) Stapf miêu tả khoa học đầu tiên năm 1902.